# Tommy Roe
Thomas David Roe, detto Tommy (Atlanta, 9 maggio 1942), è un cantautore e musicista statunitense.

## Biografia
Dopo il diploma conseguito presso la Brown High School, ha ottenuto un lavoro presso i fili di saldatura della General Electric.
Tra i suoi brani più famosi vi sono Sheila che raggiunge la prima posizione nella Billboard Hot 100 per due settimane, in Australia e Canada, la seconda in Olanda, la terza nel Regno unito e la nona in Germania (1962) e Dizzy (1969) che arriva prima nella Billboard Hot 100 per quattro settimane, nella Official Singles Chart e nella Billboard Canadian Singles Chart, seconda in Australia e Svizzera, terza in Austria, quarta in Germania e Norvegia e sesta in Olanda.

## Discografia parziale
- Sheila (1963)
- Something for Everybody (1963)
- Everybody Likes Tommy Roe (1964)
- Ballads and Beat (1965)
- Sweet Pea (1966)
- Phantasy (1967)
- It's Now Winter's Day (1967)
- Dizzy (1969)
- 12 in a Role (1970)
- We Can Make Music (1970)
- Beginnings (1971)
- Energy (1976)
- Full Bloom (1977)
- Yesterday, Today and Tomorrow (1990)